# La Maná
La Maná es una ciudad ecuatoriana; cabecera cantonal del Cantón La Maná, así como la segunda urbe más grande y poblada de la Provincia de Cotopaxi. Se localiza al centro-norte de la región interandina del Ecuador, en los flancos externos de la cordillera occidental de los Andes, atravesada por el río San Pablo, a una altitud de 200 msnm y con un clima lluvioso tropical de 21,2 °C en promedio.
En el censo de 2022 tenía una población de 31.740 habitantes, lo que la convierte en la cuadragésima novena ciudad más poblada del país. Forma parte del área metropolitana de Quevedo, pues su actividad económica, social y comercial está fuertemente ligada a Quevedo, siendo "ciudad dormitorio" para miles de trabajadores que se trasladan a aquella urbe por vía terrestre diariamente. El conglomerado alberga a 555.851 habitantes, y ocupa la sexta posición entre las conurbaciones del Ecuador.
Sus orígenes datan de inicios del siglo XX. Desde su fundación, la urbe ha presentado un acelerado crecimiento demográfico, debido a su ubicación geográfica, hasta establecer un poblado urbano, que sería posteriormente uno de los principales núcleos urbanos de la provincia. Es uno de los más importantes centros administrativos, económicos, financieros y comerciales de Cotopaxi. Las actividades principales de la ciudad son el comercio, la agricultura y la ganadería.

### Clima
De acuerdo con la clasificación climática de Köppen, La Maná experimenta un clima monzónico (Am), el cual se caracteriza por las temperaturas altas y constantes lluvias durante todo el año. Debido a que las estaciones del año no son sensibles en la zona ecuatorial, tiene exclusivamente dos estaciones: un pluvioso y cálido invierno, que va de diciembre a junio, y un "verano" ligeramente más fresco y seco, entre julio y noviembre. 
Su temperatura promedio anual es de 21,2 °C; siendo abril el mes más cálido, con un promedio de 22 °C, mientras agosto es el mes más frío, con 20,4 °C en promedio. Es un clima isotérmico por sus constantes precipitaciones durante todo el año (amplitud térmica anual inferior a 2 °C entre el mes más frío y el más cálido), si bien la temperatura real no es extremadamente alta, la humedad hace que la sensación térmica se eleve hacia los 33 °C o más. En cuanto a la precipitación, goza de lluvias abundantes y regulares siempre superiores a 10000 mm por año, por lo que La Maná es considerada la ciudad más lluviosa de país; hay una diferencia de 1001 mm de precipitación entre los meses más secos y los más húmedos. Por la gran cantidad de lluvia, la humedad relativa también es constante, con un promedio anual de 91,7%. 
| Parámetros climáticos promedio de La Maná, Ecuador | Parámetros climáticos promedio de La Maná, Ecuador | Parámetros climáticos promedio de La Maná, Ecuador | Parámetros climáticos promedio de La Maná, Ecuador | Parámetros climáticos promedio de La Maná, Ecuador | Parámetros climáticos promedio de La Maná, Ecuador | Parámetros climáticos promedio de La Maná, Ecuador | Parámetros climáticos promedio de La Maná, Ecuador | Parámetros climáticos promedio de La Maná, Ecuador | Parámetros climáticos promedio de La Maná, Ecuador | Parámetros climáticos promedio de La Maná, Ecuador | Parámetros climáticos promedio de La Maná, Ecuador | Parámetros climáticos promedio de La Maná, Ecuador | Parámetros climáticos promedio de La Maná, Ecuador |
| Mes                                                | Ene.                                               | Feb.                                               | Mar.                                               | Abr.                                               | May.                                               | Jun.                                               | Jul.                                               | Ago.                                               | Sep.                                               | Oct.                                               | Nov.                                               | Dic.                                               | Anual                                              |
| -------------------------------------------------- | -------------------------------------------------- | -------------------------------------------------- | -------------------------------------------------- | -------------------------------------------------- | -------------------------------------------------- | -------------------------------------------------- | -------------------------------------------------- | -------------------------------------------------- | -------------------------------------------------- | -------------------------------------------------- | -------------------------------------------------- | -------------------------------------------------- | -------------------------------------------------- |
| Temp. máx. media (°C)                              | 23.6                                               | 24.0                                               | 24.4                                               | 24.5                                               | 24.0                                               | 23.0                                               | 22.6                                               | 22.7                                               | 23.1                                               | 23.5                                               | 23.7                                               | 23.8                                               | 23.6                                               |
| Temp. media (°C)                                   | 21.3                                               | 21.6                                               | 22.0                                               | 22.0                                               | 21.7                                               | 20.9                                               | 20.4                                               | 20.4                                               | 20.6                                               | 20.9                                               | 21.1                                               | 21.3                                               | 21.2                                               |
| Temp. mín. media (°C)                              | 19.9                                               | 20.1                                               | 20.4                                               | 20.4                                               | 20.2                                               | 19.4                                               | 18.9                                               | 18.6                                               | 18.7                                               | 19.0                                               | 19.2                                               | 19.7                                               | 19.5                                               |
| Precipitación total (mm)                           | 1379                                               | 1353                                               | 1459                                               | 1480                                               | 1242                                               | 782                                                | 665                                                | 479                                                | 536                                                | 549                                                | 496                                                | 922                                                | 11342                                              |
| Días de precipitaciones (≥ 1.0 mm)                 | 22                                                 | 20                                                 | 22                                                 | 21                                                 | 22                                                 | 21                                                 | 22                                                 | 22                                                 | 21                                                 | 22                                                 | 21                                                 | 22                                                 | 258                                                |
| Horas de sol                                       | 114.7                                              | 117.6                                              | 148.8                                              | 138                                                | 127.1                                              | 102                                                | 102.3                                              | 108.5                                              | 105                                                | 99.2                                               | 96                                                 | 111.6                                              | 1370.8                                             |
| Humedad relativa (%)                               | 93                                                 | 93                                                 | 92                                                 | 92                                                 | 92                                                 | 92                                                 | 91                                                 | 90                                                 | 91                                                 | 91                                                 | 91                                                 | 92                                                 | 91.7                                               |
| Fuente: Climate-data.org                           |                                                    |                                                    |                                                    |                                                    |                                                    |                                                    |                                                    |                                                    |                                                    |                                                    |                                                    |                                                    |                                                    |

## Política
Territorialmente, la ciudad de La Maná está organizada en tres parroquias urbanas, mientras que existen dos parroquias rurales con las que complementa el aérea total del Cantón La Maná. El término "parroquia" es usado en el Ecuador para referirse a territorios dentro de la división administrativa municipal.
La ciudad y el cantón La Maná, al igual que las demás localidades ecuatorianas, se rige por una municipalidad según lo previsto en la Constitución de la República. El Gobierno Autónomo Descentralizado Municipal de La Maná, es una entidad de gobierno seccional que administra el cantón de forma autónoma al gobierno central. La municipalidad está organizada por la separación de poderes de carácter ejecutivo representado por el alcalde, y otro de carácter legislativo conformado por los miembros del concejo cantonal.
La Municipalidad de La Maná, se rige principalmente sobre la base de lo estipulado en los artículos 253 y 264 de la Constitución Política de la República y en la Ley de Régimen Municipal en sus artículos 1 y 16, que establece la autonomía funcional, económica y administrativa de la Entidad.

### Alcaldía
El poder ejecutivo de la ciudad es desempeñado por un ciudadano con título de Alcalde del Cantón La Maná, el cual es elegido por sufragio directo en una sola vuelta electoral, sin fórmulas o binomios en las elecciones municipales. El vicealcalde no es elegido de la misma manera, ya que una vez instalado el Concejo Cantonal se elegirá entre los ediles un encargado para aquel cargo. El alcalde y el vicealcalde duran cuatro años en sus funciones, y en el caso del alcalde, tiene la opción de reelección inmediata o sucesiva. El alcalde es el máximo representante de la municipalidad y tiene voto dirimente en el concejo cantonal, mientras que el vicealcalde realiza las funciones del alcalde de modo suplente mientras no pueda ejercer sus funciones el alcalde titular.
El alcalde cuenta con su propio gabinete de administración municipal mediante múltiples direcciones de nivel de asesoría, de apoyo y operativo. Los encargados de aquellas direcciones municipales son designados por el propio alcalde. Actualmente, el Alcalde de La Maná es Hipólito Carrera Benítes, reelegido para el periodo 2023 - 2027.

### Concejo cantonal
El poder legislativo de la ciudad es ejercido por el Concejo Cantonal de La Maná el cual es un pequeño parlamento unicameral que se constituye al igual que en los demás cantones mediante la disposición del artículo 253 de la Constitución Política Nacional. De acuerdo a lo establecido en la ley, la cantidad de miembros del concejo representa proporcionalmente a la población del cantón.
La Maná posee cinco concejales, los cuales son elegidos mediante sufragio (Sistema D'Hondt) y duran en sus funciones cuatro años pudiendo ser reelegidos indefinidamente. El alcalde y el vicealcalde presiden el concejo en sus sesiones. Al recién instalarse el concejo cantonal por primera vez los miembros eligen de entre ellos un designado para el cargo de vicealcalde de la ciudad.

### División Política
El cantón se divide en parroquias que pueden ser urbanas o rurales y son representadas por los Gobiernos Parroquiales ante la Alcaldía de La Maná. La urbe tiene 5 parroquias urbanas:
- El Carmen
- El Triunfo
- La Maná

## Turismo
La ciudad se encuentra con una creciente reputación como destino turístico, por su ubicación en plena selva del Chocó biogeográfico. A través de los años, La Concordia ha incrementado notablemente su oferta turística; actualmente, el índice turístico creció gracias a la campaña turística emprendida por el gobierno nacional, "All you need is Ecuador". El turismo de la ciudad se enfoca en su belleza natural. En cuanto al turismo ecológico, la urbe cuenta con espaciosas áreas verdes, y la mayoría de los bosques y atractivos cercanos están bajo su jurisdicción.
El turismo de la ciudad se relaciona íntimamente con el resto del cantón; el principal atractivo del cantón es la naturaleza, dotada de una alta biodiversidad, en una variedad de ecosistemas que se extienden en una zona con un alto índice de especies endémicas, considerada por científicos ambientales como laboratorio para la investigación genética mundial. A través de los años ha continuado con su tradición comercial, y actualmente en un proceso fundamentalmente económico, apuesta al turismo, reflejándose en los cambios en el ornato de la ciudad. 

## Transporte
El transporte público es el principal medio transporte de los habitantes de la ciudad, tiene un servicio de bus público interparroquial e intercantonal para el transporte a localidades cercanas. Buena parte de las calles de la ciudad están asfaltadas o adoquinadas, aunque algunas están desgastadas y el resto de calles son lastradas, principalmente en los barrios nuevos que se expanden en la periferia de la urbe.

#### Avenidas importantes
- 19 de mayo
- San Pablo
- Amazonas
- Libertad

## Educación
La ciudad cuenta con buena infraestructura para la educación. La educación pública en la ciudad, al igual que en el resto del país, es gratuita hasta la universidad (tercer nivel) de acuerdo a lo estipulado en el artículo 348 y ratificado en los artículos 356 y 357 de la Constitución Nacional. Varios de los centros educativos de la ciudad cuentan con un gran prestigio. La ciudad está dentro del régimen Costa por lo que sus clases inician los primeros días de abril y luego de 200 días de clases se terminan en el mes de febrero. La infraestructura educacional presentan anualmente problemas debido a sus inicios de clases justo después del invierno, ya que las lluvias por lo general destruyen varias partes de los plantes educativos en parte debido a la mala calidad de materiales de construcción, especialmente a nivel marginal.
El Instituto Superior Técnico La Maná provee instrucción de tercer nivel tecnológica en áreas se mecánica, telecomunicaciones, y especialmente en gastronomía a la que se le imprime un enfoque sostenible. 

## Economía

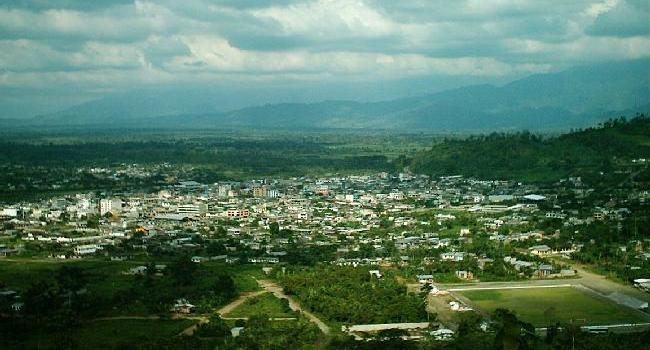
Vista panorámica de la ciudad.

La Maná es una ciudad de amplia actividad comercial. La ciudad es uno de los mayores centros económicos y comerciales de la provincia de Cotopaxi y uno de los principales de la zona. Los principales ingresos de los lamanenses son el comercio formal e informal, la agricultura y la ganadería; el comercio de la gran mayoría de la población consta de pymes y microempresas, sumándose de forma importante la economía informal que da ocupación a miles de personas.
La actividad comercial y los beneficios que brindan se ven también a nivel corporativo, las oportunidades del sector privado al desarrollar modelos de negocios que generen valor económico, ambiental y social, están reflejadas en el desarrollo de nuevas estructuras, la inversión privada ha formado parte en el proceso del crecimiento de la ciudad.

## Medios de comunicación
La ciudad posee una red de comunicación en continuo desarrollo y modernización. En la ciudad se dispone de varios medios de comunicación como prensa escrita, radio, televisión, telefonía, Internet y mensajería postal. 
- Telefonía: Si bien la telefonía fija se mantiene aún con un crecimiento periódico, esta ha sido desplazada muy notablemente por la telefonía celular, tanto por la enorme cobertura que ofrece y la fácil accesibilidad. Existen 3 operadoras de telefonía fija, CNT (pública), TVCABLE y Claro (privadas) y cuatro operadoras de telefonía celular, Movistar, Claro y Tuenti (privadas) y CNT (pública).

- Radio: En la localidad existe una gran cantidad de sistemas radiales de transmisión nacional y local, e incluso de provincias y cantones vecinos.

- Medios televisivos: La mayoría de canales son nacionales, aunque se ha incluido canales locales recientemente. El apagón analógico se estableció para el 31 de diciembre de 2023.[7]

## Deporte
La Liga Deportiva Cantonal de La Maná es el organismo rector del deporte en todo el Cantón La Maná y por ende en la urbe se ejerce su autoridad de control. El deporte más popular en la ciudad, al igual que en todo el país, es el fútbol, siendo el deporte con mayor convocatoria. Actualmente, no existe ningún club lamanense activo en el fútbol profesional ecuatoriano. Al ser una localidad pequeña en la época de las fundaciones de los grandes equipos del país, La Maná carece de un equipo simbólico de la ciudad, por lo que sus habitantes son aficionados en su mayoría de los clubes guayaquileños: Barcelona Sporting Club y Club Sport Emelec.